# 25462 Haydenmetsky
25462 Haydenmetsky este un asteroid din centura principală de asteroizi.

## Descriere
25462 Haydenmetsky este un asteroid din centura principală de asteroizi. A fost descoperit pe 3 decembrie 1999 la Socorro, New Mexico, în cadrul proiectului LINEAR. Asteroidul prezintă o orbită caracterizată de o semiaxă mare de 2,49 ua, o excentricitate de 0,18 și o înclinație de 8,6° în raport cu ecliptica.